# Leonardo Boff
Leonardo Boff (Concórdia, Santa Catarina, Brasil, 1938) és un exfrare franciscà, exsacerdot, teòleg i escriptor brasiler. És un dels exponents més importants de la Teologia de l'Alliberament.

## Vida
Nascut Genezio Darci Boff el 14 de desembre de 1938 a Concórdia, Santa Catarina, és net d'immigrants italians vinguts del Vèneto a Rio Grande do Sul a finals del segle xix.

### Inici i estudis
Va ingressar a l'orde franciscà, concretament a l'orde dels frares menors, el 1959 i va ser ordenat sacerdot catòlic el 1964. Va passar els anys següents estudiant el doctorat en teologia i filosofia a la Universitat de Múnic, que va rebre el 1970 (un dels dos oradors va ser Joseph Ratzinger). La tesi doctoral de Boff estudiava en quina mesura l'Església pot ser un signe del que és sagrat i el que és diví en el món secular i en el procés d'alliberament dels oprimits. Ha publicat la seva tesi (en alemany), titulada Die Kirche als Sakrament im Horizont der Welterfahrung. Aquest mateix any Boff va ocupar la càtedra de teologia sistemàtica i ecumènica a l'Institut Teològic Franciscà de Petrópolis (Brasil). En aquest mateix període va ser director de diverses revistes com Revista Eclesiástica Brasileira (1970-1984), la Revista de Cultura Vozes (1984-1992) i la Revista Internacional Concilium (1970-1995) i consultor de la Conferència Episcopal del Brasil. També va ser professor convidat a les universitats de Lisboa, Salamanca, Harvard, Basilea i Heidelberg.

### L'enfrontament amb la jerarquia del Vaticà
L'activitat pública de Boff sempre s'ha caracteritzat per una forta defensa dels drets dels pobres. Boff va denunciar amb fermesa els grans grups de pressió industrials brasilers que, segons el seu criteri, exploten la gent de les faveles i va fer una contribució essencial al desenvolupament de la Teologia de l'Alliberament. El fons marxista del seu continu compromís amb la lluita contra l'opressió dels pobles d'Amèrica Llatina el van portar al conflicte, cada vegada més fort, amb la jerarquia del Vaticà, que, des de 1971, li va cridar l'atenció en diverses ocasions.
El 1984 va ser convocat al Vaticà i sotmès a un judici per la Congregació per a la Doctrina de la Fe, llavors dirigida pel prefecte Joseph Ratzinger (posteriorment escollit papa, Benet XVI), a causa dels arguments exposats en el seu llibre Església: carisma i poder. Tot i les justificacions presentades, l'any següent va ser condemnat a un «respectuós silenci» (silentium obsequiosum). A causa de la pressió internacional, la decisió va ser parcialment revocada el 1986. El 1992, arran d'unes noves amenaces d'acció disciplinària per part del papa Joan Pau II, quan va participar en la Cimera de la Terra, Boff va abandonar l'orde dels franciscans.

### L'activitat com a teòleg laic
L'activitat de Boff va continuar després de 1992 com a teòleg de l'alliberament, escriptor, professor i conferenciant. També es va implicar en les comunitats eclesiàstiques de base al Brasil. El 1993 es va convertir en professor d'ètica, filosofia de la religió i ecologia a la Universitat Estatal de Rio de Janeiro (UERJ), d'on és professor emèrit des de 2001. Durant els anys posteriors va estudiar la política i va arribar a esdevenir un teòric marxista. També es va convertir en un membre prominent de l'anomenat moviment antiglobalització (sovint ha estat convidat com a orador en les reunions de Porto Alegre). Boff sempre ha estat proper a les posicions del Moviment dels Treballadors Rurals Sense Terra del Brasil. El 2001 va ser guardonat amb el Right Livelihood Award. Es va convertir en partidari de Lula quan va ser escollit President del Brasil, però se'n va anar distanciant posteriorment, acusant-lo de moderat.

## Pensament i temes d'investigació

### La Teologia de l'Alliberament i la centralitat dels pobres
El pensament de Boff, en línia amb la Teologia de l'Alliberament, s'ha desenvolupat com una reflexió sobre el fet que la pobresa no és un estat natural, i que prendre consciència d'això i lluitar contra aquest estat ha de ser una part integral del ministeri de l'Església. La missió de l'Església és ajudar els pobres a prendre les regnes del seu destí, missió que es duu a terme a les comunitats cristianes de base, que intenten combinar el missatge de l'Evangeli amb un missatge i una activitat d'alliberament social. Aquest model de "cristianisme distribuït" ja era present en la seva tesi doctoral.
Un dels punts centrals del pensament de Boff és que la pràctica de la teologia ha de «tenir dos ulls», un que atén al passat, d'on ve la salvació, i un que atén el present, «on esdevé la salvació, aquí i ara». Un exemple de la boffiana, recontextualització constant, és la consideració que el sofriment de Crist l'acosta al sofriment dels pobres. Boff concep l'alliberament cristià d'una forma «integral», és a dir, tant espiritual com material (mentre que l'Església catòlica tendeix a centrar-se en el costat espiritual). La relació entre la pobresa i el capitalisme, i més tard entre la pobresa i la globalització econòmica han anat assolint una posició central en aquesta reflexió teològica, que ha utilitzat sovint les categories d'interpretació marxistes.

### Les crítiques a la jerarquia catòlica
Segons Boff, però, l'Església Catòlica s'està convertint, des del punt de vista de l'alliberament material i espiritual dels pobres, en cada vegada més irrellevant. Boff creu que l'enfocament que fa la jerarquia del Vaticà del problema és «feudal», ja que concep l'Església com l'Església dels rics als pobres, però no amb els pobres. La jerarquia catòlica s'enroca en posicions dogmàtiques que, encara que siguin necessàries per combatre el perill de l'heretgia, haurien de permetre una interpretació diferent segons el moment històric, de manera que no es paralitzi el progrés espiritual (carisma) de l'Església. Aquest èmfasi excessiu que l'Església fa en l'estructura va en detriment de la centralitat de l'Esperit Sant.
Boff polemitza sovint amb l'estructura jeràrquica de l'Església Catòlica Romana, que l'acusa d'excessiva centralització del poder espiritual, fins i tot utilitzant categories d'interpretació pseudomarxistes, com la de l'«expropiació religiosa dels mitjans de producció» (els diversos sagraments, particularment, el de la reconciliació). Considera que la comunitat local dels fidels està marginada, quan hauria de ser el centre de la vida pastoral. Després de 1992, Boff ha assenyalat que el problema principal de l'Església Catòlica, i de Joseph Ratzinger en particular, és el «fonamentalisme religiós», ja que l'Església nega que hi pugui haver veritat ni fora ni en absència d'ella mateixa. Boff no es va estalviar crítiques a Joan Pau II, a qui va acusar de "contrareformista" respecte al Concili Vaticà II i de contradictori, però s'ha tornat molt pessimista sobre el futur de l'«Església vaticana», després de l'elecció de Benet XVI.

### Progrés cap a una teologia holística
Després de 1992, altres temes apareixen en el pensament de Boff, principalment l'ecologia i la sostenibilitat, que considera completament incompatibles amb el capitalisme i que intenta integrar dins la Teologia de l'Alliberament. Una altra idea important és la de les relacions de gènere i la crítica de les estructures patriarcals inherents a la societat actual i a l'Església. Boff s'ha mostrat favorable al sacerdoci ministerial femení.
Pel que fa a l'anomenada «guerra contra el terrorisme» que es va iniciar després dels atacs de l'11 de setembre al territori dels EUA, Boff descriu la situació com una oposició nihilista entre el «fonamentalisme neoliberal» i el «fonamentalisme pretecnològicoterrorista», i exposa que no hi veu cap altra sortida que un diàleg entre les cultures i l'eliminació de la injustícia econòmica global. També rebutja el concepte de «guerra justa» del Catecisme de l'Església Catòlica de 1997.